# Mariela Spacek
Mariela Spacek (* 3. November 1974 in Dubrovnik) ist eine ehemalige österreichische Judoka. Sie kämpfte für den Judoclub JGV Schuh Ski. Sie war ein fester Bestandteil der österreichischen Nationalmannschaft und dreifache österreichische Meisterin. Ihr größter Erfolg war der dritte Rang bei der Europameisterschaft in Paris 2001. Spacek kämpfte in den Neunzigerjahren für JGV Schuh Ski. 2000 war sie Mitglied im Verein JGV Samurai.

## Erfolge
- 1. Rang Vienna Masters 2002 – 70 kg
- 1. Rang Junioreneuropameisterschaft Jerusalem 1992 – 66 kg
- 2. Rang German Open Rüsselsheim 1985 – 66 kg
- 2. Rang Junioreneuropameisterschaft Ankara 1990 – 66 kg
- 3. Rang Europameisterschaft Paris 2001 – 70 kg
- 3. Rang Grand Prix Austria Leonding 2001 – 70 kg
- 3. Rang Grand Prix Città di Roma 1996 – 66 kg
- 3. Rang Swiss International Basel  1995 – 66 kg
- 3. Rang Torneo 'Citta di Roma' 1995 – 66 kg
- 3. Rang A-Tournament Budapest Bank Cup 1995 – 66 kg
- 3. Rang Tournoi de Paris 1985 – 66 kg
- 3. Rang Swiss International Basel  1994 – 66 kg
- 9. Rang Olympische Sommerspiele 1996 – 66 kg
- dreifache österreichische Meisterin[3]